# Insecta
Gli insetti o entomi (Insecta Linneo, 1758) sono una classe di animali appartenenti al grande phylum degli Arthropoda. Questa classe rappresenta il più grande tra i raggruppamenti di animali che popolano la Terra, annoverando oltre un milione di specie, pari ai cinque sesti dell'intero regno animale.
Si ritiene che siano tra i più antichi colonizzatori delle terre emerse in quanto fossili di insetti rinvenuti risalgono al Devoniano. L'eterogeneità nella morfologia, nell'anatomia, nella biologia e nell'etologia ha conferito agli insetti, da oltre 300 milioni di anni, un ruolo di primo piano nella colonizzazione della Terra, in qualsiasi ambiente in cui vi sia sostanza organica, con manifestazioni di una notevole capacità di competizione.
Gli insetti, di conseguenza, sono organismi che, in positivo o in negativo, hanno una stretta relazione con l'uomo e le sue attività, fino a condizionarne, più o meno direttamente, l'economia, l'alimentazione, le abitudini e la salute. 
La biodiversità degli insetti è in diminuzione.

## Morfologia
|  | 1. Antenna 2. Occhio composto 3. Gena o guancia 4. Occipite 5. Peristoma 6. Pronoto 7. Mesoepisterno 8. Mesoepimero 9. Solco pleurale 10. Metaepisterno 11. Metaepimero 12. Ala anteriore 13. Urotergo 14. Stigma 15. Cerco | 16. Lamina sottoanale 17. Ovopositore 18. Fronte 19. Clipeo 20. Mandibola 21. Labbro superiore o labrum 22. Mascella 23. Labbro inferiore o labium 24. Coxa 25. Trocantere; 26. Tarso 27. Unghie e arolio 28. Femore 29. Tibia 30. Urosterno |

### Caratteri generali
Gli Insetti devono il loro nome alla struttura metamerica del corpo. La metameria degli Insetti è di tipo eteronomo: il corpo, infatti, è generalmente suddiviso in tre regioni morfologiche distinte, denominate capo, torace e addome, alle quali sono associate appendici, quali le antenne, le zampe e le ali. Le regioni morfologiche sono dette genericamente tagmi.
L'intero corpo è racchiuso in un esoscheletro, formato da sostanze organiche che gli conferiscono una specifica robustezza. Sono presenti tratti di discontinuità in cui il tegumento, da rigido, diventa membranoso. In tal modo corpo e appendici risultano suddivisi in unità, denominate genericamente segmenti, oppure somiti (se riferite al corpo) o articoli (se riferite alle appendici).
La forma, le dimensioni e l'aspetto generale del corpo sono di estrema variabilità: molti Imenotteri Tricogrammatidi hanno dimensioni dell'ordine dei due decimi di millimetro e, comunque, raramente superano il millimetro di lunghezza. Al contrario, il corpo del Coleottero Scarabeide Dynastes hercules può raggiungere i 17 cm di lunghezza e il Lepidottero Saturnide Attacus atlas, ritenuta la farfalla più grande del mondo, ha un'apertura alare che supera i 25 cm. Le forme variano moltissimo, comprendendo anche quelle involute dei Rincoti Coccidi, dove può scomparire del tutto la differenziazione delle regioni morfologiche e delle appendici del corpo, ad eccezione dell'apparato boccale.

### Esoscheletro

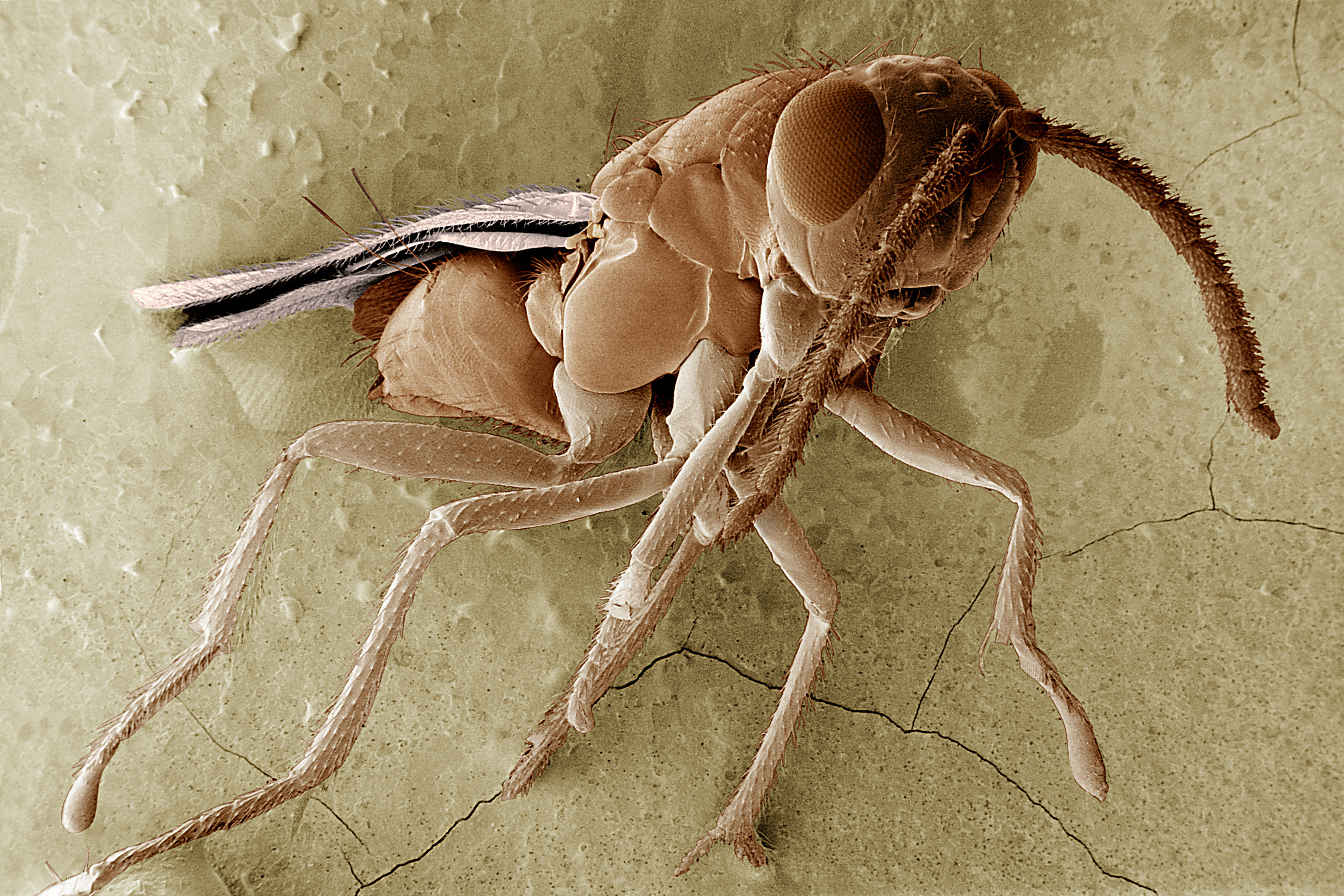
Gli scleriti del torace in un Imenottero Calcidoide.

Il sostegno e l'attacco dei muscoli, negli insetti, è assicurato da uno scheletro esterno che svolge anche la funzione di tegumento. L'esoscheletro è composto da più strati, organizzati in una membrana basale, un epitelio semplice (epidermide) e uno strato inerte, rigido e pluristratificato (cuticola). Da quest'ultima derivano le principali proprietà dell'esoscheletro; alla sua composizione partecipano macromolecole organiche che conferiscono rigidità, robustezza, impermeabilità, elasticità, flessibilità. Lo spessore della cuticola non è uniforme, ma s'interrompe in corrispondenza delle articolazioni, sostituita da un tessuto membranoso, e delle suture. Queste sono linee di minore resistenza che separano le porzioni di esoscheletro vero e proprio (scleriti). Le aree membranose garantiscono la flessibilità e il movimento, le suture conferiscono una minore resistenza che permette lo svolgersi della muta.
La superficie dell'esoscheletro è spesso disseminata di peli, setole, squame e sculture, talvolta essenziali ai fini tassonomici.

### Capo
Il capo è la regione composta dai primi sei somiti che si fondono in una struttura in cui si perde l'originaria metameria. I primi tre somiti formano il procefalo, i successivi tre lo gnatocefalo. L'esoscheletro forma una capsula che presenta due aperture, il peristoma e il foro occipitale. Il primo delimita l'apertura boccale, il secondo collega il capo al torace.
Le strutture cefaliche esterne hanno due funzioni prevalenti: la percezione di stimoli sensoriali e la prima fase dell'alimentazione (presa, elaborazione e ingestione dell'alimento). Tali strutture comprendono in genere un paio di antenne, i due occhi composti, 2 o 3 ocelli e, infine, le appendici dell'apparato boccale.
Le antenne sono organi a prevalente funzione sensoriale, di varia forma e sviluppo, costituite da un numero variabile di articoli, detti antennomeri, più o meno differenziati. Gli occhi composti sono strutture complesse deputate alla percezione visiva, formate dall'aggregazione di unità elementari dette ommatidi. Gli ocelli sono occhi rudimentali, assenti in alcuni gruppi sistematici, essenziali per la percezione dell'orientamento negli Insetti volatori.
Gli gnatiti sono appendici che si articolano al peristoma. Sono rappresentati, in senso dorso-ventrale, da un paio di mandibole, un paio di mascelle e il labbro inferiore (labium). Anteriormente l'apertura boccale è delimitata dal labbro superiore (labrum) che, pur concorrendo a formare l'apparato boccale, è in realtà derivato dal primo somite del procefalo. La cavità orale, delimitata dalle appendici boccali, è suddivisa in due parti, una dorsale e una ventrale, dalla prefaringe. Sulle mascelle e sul labbro inferiore si inseriscono in genere i palpi, organi pluriarticolati deputati alla percezione di stimoli sensoriali.
L'apparato boccale tipico è quello masticatore, adatto alla presa di alimenti solidi e ad una loro triturazione. Molti gruppi sistematici presentano tuttavia modificazioni anatomiche, morfologiche e funzionali che lo adattano ad altre funzioni. Si parla allora di apparato pungente-succhiante, succhiante, lambente-succhiante.

### Torace
Il torace deriva dall'accostamento di tre somiti ed è principalmente sede degli organi motori. È distinto in pro-, meso- e metatorace. L'esoscheletro di ogni segmento è riconducibile ad un anello formato dall'organizzazione di quattro aree:
- una dorsale, detta tergo, tergite o noto;
- due laterali, dette pleure;
- una ventrale, detta sterno o sternite.

Nella terminologia si usa specificare contemporaneamente il segmento toracico e l'area a cui si fa riferimento: ad esempio, i tergiti dei tre segmenti sono denominati rispettivamente pronoto, mesonoto, metanoto; denominazioni analoghe si usano per indicare gli sterniti, le pleure e, spesso, le appendici e i singoli scleriti.
La morfologia del tergite, delle pleure e dello sterno può essere relativamente semplice oppure complicarsi per la presenza di linee di sutura, in particolare nel secondo e terzo segmento delle forme alate. Differenze marcate esistono anche nello sviluppo relativo dei tre segmenti: le forme attere hanno un protorace abbastanza sviluppato e una sostanziale omogeneità dei tre segmenti; le forme alate hanno invece un protorace poco sviluppato e gli altri segmenti toracici molto sviluppati in relazione al ruolo svolto dalle rispettive ali. Le strutture più complesse si rinvengono nei Ditteri, nei quali il mesotorace ha uno sviluppo preponderante rispetto agli altri segmenti, e negli Imenotteri Apocriti, dove alla costituzione del torace partecipa anche una parte del I urite, formando il quarto segmento toracico (propodeo).
Nella generalità degli Insetti è presente una coppia di zampe per ogni segmento toracico, che secondariamente possono ridursi o scomparire. La presenza di tre coppie di zampe toraciche si rileva in genere anche nelle forme giovanili. In alcune larve sono presenti anche organi di locomozione addominali (pseudozampe), in altre possono invece essere atrofiche o mancare del tutto. Sono appendici libere e pluriarticolate, formate da coxa (o anca), trocantere, femore, tarso, pretarso e unghie. Il tarso è a sua volta suddiviso in più articoli detti tarsomeri e il pretarso è nascosto nell'ultimo tarsomero. Sul pretarso si articolano le unghie, che consentono l'adesione a superfici scabrose, e altri organi con forme e funzioni specifiche. La funzione primaria delle zampe è quella locomotoria; in tal caso le zampe sono dette cursorie oppure ambulatorie. Adattamenti morfologici e anatomici sono spesso finalizzati a funzioni come il nuoto, la predazione, lo scavo, il salto.
Le ali sono presenti, nello stadio adulto e come carattere primario, in tutti gli Insetti ad eccezione degli Apterygota. È frequente il meiotterismo secondario, con riduzione evolutiva delle ali fino alla completa scomparsa (atterismo). Sono portate dal mesotorace e dal metatorace. Morfologicamente sono espansioni laterali dell'esoscheletro del torace e strutturalmente sono costituite da due lamine sovrapposte: una dorsale, in continuità con il tergite, una ventrale, in continuità con le pleure. Nella maggior parte degli Insetti la continuità è interrotta da un sistema di articolazioni composto da tre scleriti pterali e due scleriti toracici differenziati dalle pleure. Le ali degli Insetti sono prive di muscoli intrinseci e il movimento si deve all'azione di muscoli dislocati nel torace. L'ala è percorsa da condotti, detti nervature o vene, in cui passano l'emolinfa, nervi e trachee. Il decorso delle nervature è un importante elemento di determinazione tassonomica in alcuni ordini.
La morfologia alare varia molto secondo il gruppo sistematico. In generale sono membranose, talora sono più o meno sclerificate. Le anteriori hanno spesso uno sviluppo maggiore e possono essere presenti specifici organi di collegamento per la sincronizzazione del movimento. La superficie alare è distinta in tre regioni, dette rispettivamente remigante, anale e jugale; la prima ha il maggiore sviluppo e la maggiore robustezza. La funzione primaria è quella del volo, tuttavia gli adattamenti possono alterare questa funzione fino a farla perdere del tutto a favore di altre finalità, trasformando le ali in organi di protezione, regolazione dell'equilibrio, ecc.

### Addome
L'addome è la regione morfologica in cui hanno sede gli organi della riproduzione. Di consistenza più delicata rispetto al torace, è composto di 11 segmenti, detti uriti, ma l'urite XI è atrofico o rudimentale. Nei gruppi sistematici più evoluti, in ogni modo, il numero di uriti tende a ridursi per involuzione o modificazione degli ultimi.
Ogni urite ha una forma riconducibile a quella di un anello in cui si distinguono quattro aree: una dorsale (urotergo), una ventrale (urosterno) e due membranose laterali, a volte sclerificate per espansione dello sclerite ventrale o di quello dorsale. Gli uriti sono articolati tra loro dalla membrana intersegmentale, una struttura elastica e flessibile, che permette la dilatazione della regione e una certa mobilità.
Le appendici addominali sono in genere poco evidenti in confronto a quelle toraciche e cefaliche. Nella maggior parte degli insetti sono presenti gli organi genitali esterni (gonapofisi o armature genitali): nei maschi è presente l'organo copulatore, formato da espansioni del IX urosterno; nelle femmine l'ovopositore, formato da espansioni del VIII e IX urosterno. L'ovopositore può raggiungere anche un notevole sviluppo in alcuni gruppi sistematici; talora si trasforma in aculeo e diventa uno strumento di offesa e difesa; in altri può essere del tutto assente e la funzione viene svolta da altre strutture che prendono la denominazione di ovopositore di sostituzione.
Altre appendici diffuse in molti Insetti sono i cerci, inseriti ai lati dell'ultimo urite. Rudimentali o assenti negli ordini meno evoluti, in alcuni gruppi sistematici possono raggiungere un notevole sviluppo. Nelle larve sono spesso presenti processi che svolgono varie funzioni. Le più diffuse sono le pseudozampe delle larve eruciformi.

## Anatomia
|  | 1. Cerebro 2. Ganglio ipocerebrale 3. Corpo allatum 4. Corpo faringeo 5. Aorta 6. Ganglio stomacale 7. Ingluvie 8. Ventriglio 9. Valvola cardiaca 10. Mesentero 11. Emocele 12. Ventricolite 13. Cuore 14. Ostiolo 15. Retto | 16. Ano 17. Vagina 18. Ganglio frontale 19. Cingolo periesofageo 20. Epifaringe 21. Faringe 22. Gnatocerebro 23. Esofago 24. Gangli ventrali 25. Valvola pilorica 26. Tubi malpighiani 27. Proctodeo 28. Ovariolo 29. Ovario 30. Spermateca |

Rispetto ai Vertebrati, Insetti e Artropodi invertono la dislocazione dei sistemi assili: l'apparato circolatorio e il sistema nervoso periferico assumono rispettivamente una posizione dorsale e ventrale, mentre l'apparato digerente si disloca in posizione centrale. Pur mantenendo alcune analogie, la struttura anatomica differisce marcatamente da quella dei Vertebrati anche se spesso si tende a mutuare, per attinenza, la terminologia specifica di organi e apparati.

### Endoscheletro
L'endoscheletro è un'estensione interna dell'esoscheletro che favorisce l'attacco dei muscoli e il sostegno degli organi. È composto da un insieme di processi interni, di varia forma e sviluppo. Nel capo è localizzato il tentorio, la formazione più complessa, presente in quasi tutti gli Insetti. Regge il cervello e l'esofago e ad esso si collegano i muscoli estrinseci delle antenne e quelli dell'apparato boccale. Nel torace sono presenti, per ogni segmento, una coppia di fragmi (dorsali), una di apodemi (laterali) e le furche (impari e ventrali). Nell'addome, infine, sono presenti apodemi dorsali e ventrali di ridotto sviluppo.

### Sistema muscolare
I muscoli degli Insetti sono quasi tutti del tipo striato; si attaccano alla cuticola dell'esoscheletro o dell'endoscheletro per mezzo di fibrille non contrattili (tonofibrille), assimilabili ai tendini dei Vertebrati. Il loro numero è elevato, dell'ordine di migliaia. Si distinguono in scheletrici e viscerali: i primi hanno denominazioni derivate dal loro percorso o dalla loro funzione e sono generalmente pari e simmetrici. Sono responsabili dei movimenti delle appendici e delle regioni morfologiche del corpo, perciò sono detti anche somatici. La muscolatura viscerale è associata agli organi interni ed è solo in parte costituita da fibre muscolari lisce.

### Apparato digerente
L'apparato digerente degli Insetti è un tubo che parte dall'apertura boccale e termina in quella anale. Si distingue in tre distinte sezioni: lo stomodeo, il mesentero, il proctodeo, detti rispettivamente anche intestino anteriore, medio e posteriore. Il percorso può essere più o meno tortuoso secondo la complessità anatomo-fisiologica della specie. Nelle forme più primitive è un canale longitudinale che attraversa tutto il corpo, mentre particolari specializzazioni sono all'origine di complicazioni strutturali. Attraversa le tre regioni morfologiche disponendosi sopra la catena gangliare ventrale e sotto il vaso dorsale. La terminologia adottata per distinguere le differenti sezioni è spesso mutuata da quella dei Vertebrati, ma le profonde differenze strutturali e fisiologiche non comportano alcuna omologia.
Lo stomodeo assolve alle funzioni di ingestione e prima elaborazione dell'alimento e, in alcuni Insetti, al temporaneo immagazzinamento. Parte dall'apertura boccale e termina in corrispondenza della valvola cardiaca dove confluisce nel mesentero. Procedendo in senso cefalo-caudale, si divide nelle seguenti sezioni: cavità orale, faringe, esofago, ventriglio, quest'ultimo sviluppato soprattutto negli insetti ad apparato boccale masticatore. Lo stomodeo presenta a volte un diverticolo, l'ingluvie, che può raggiungere dimensioni tali da occupare anche parte dell'addome. Le funzioni dell'ingluvie hanno specificità tali da giustificare particolari denominazioni (es. borsa melaria nelle Api, stomaco sociale nelle Formiche, borsa del sangue nelle Zanzare).
Il mesentero è la sede in cui si svolge la digestione vera e propria, con la demolizione enzimatica delle macromolecole e l'assorbimento dei principi nutritivi. Il bolo alimentare è avvolto da una membrana (membrana peritrofica) prodotta dalle cellule epiteliali del mesentero e che forma una vescicola al cui interno si svolgono i processi demolitivi. La stessa membrana funge da filtro dializzante, impedendo il contatto diretto del bolo e degli enzimi digestivi con la parete del mesentero.
Il proctodeo è la parte posteriore ed è deputato primariamente al riassorbimento dell'acqua e all'eliminazione delle parti non digerite e dei cataboliti. Nel tratto iniziale è in relazione con l'apparato escretore, in quanto vi confluiscono i tubi malpighiani. Ha inizio in corrispondenza della valvola pilorica, ma in alcuni gruppi sistematici il mesentero è a fondo cieco e si ha pertanto un'interruzione della continuità del tubo digerente. In senso antero-posteriore, il proctodeo si suddivide in tratti che hanno denominazioni mutuate dall'apparato digerente dei Vertebrati; nell'ordine si distingue l'ileo, il colon, il retto.
La natura istologica dello stomodeo e del proctodeo è ectodermica, quella del mesentero è probabilmente entodermica.
Le pareti dello stomodeo e del proctodeo sono composte, dall'interno verso l'esterno, da uno strato cuticolare, detto intima, da uno epiteliale, da una membrana basale, da una tunica muscolare formata da un fascio interno di muscoli longitudinali e uno esterno di muscoli circolari e, infine, una tunica peritoneale di tessuto connettivo. La tunica muscolare comprende, nello stomodeo, un fascio interno di muscoli longitudinali e uno esterno di muscoli circolari. Nel proctodeo i fasci muscolari sono tre: uno intermedio di muscoli longitudinali compreso fra due strati di fibre circolari.
Il mesentero, procedendo dall'interno all'esterno, è composto dalla membrana peritrofica, un epitelio semplice, composto da cellule che hanno differente sviluppo, una membrana basale, una tunica muscolare composta da un fascio interno di muscoli circolari e uno esterno di muscoli longitudinali e, infine, la tunica intestinale.
La struttura tipo del canale digerente può subire profonde modificazioni secondo i gruppi sistematici. Una delle più significative è la presenza della camera filtrante in quasi tutti i Rincoti Omotteri. Quest'organo ha funzioni di dialisi e bypass: per evitare un'eccessiva diluizione dei succhi digestivi del mesentero, la camera filtrante separa una parte consistente del liquido e degli zuccheri dalle macromolecole lipidiche e proteiche. La prima fase viene dirottata nel proctodeo, mentre le macromolecole seguiranno il percorso normale, entrando nel mesentero. Questo adattamento è proprio degli insetti produttori di melata, escremento liquido ad alto tenore zuccherino, di grande importanza ecologica.

### Apparato respiratorio

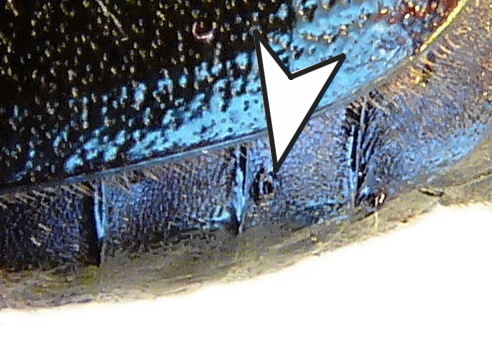
Stigma addominale di un Coleottero.

Il trasporto dell'ossigeno fino alle cellule non è affidato alla circolazione sanguigna, pertanto gli Insetti presentano marcate differenze rispetto agli apparati circolatorio e respiratorio dei Vertebrati.
L'apparato respiratorio degli Insetti riprende in parte la struttura metamerica del loro corpo, ma all'interno si risolve in una complessa e fitta rete di condotti che trasportano l'ossigeno fino alle cellule. Formano l'apparato gli stigmi, le trachee e le tracheole. Gli stigmi o spiracoli tracheali sono aperture, in numero di 1-10 paia, situate ai lati di uno o più segmenti toracici e addominali. Le trachee sono tubuli derivati da un'invaginazione del tegumento, di cui mantengono la stessa struttura. Da ogni stigma partono tre rami tracheali, collegati fra loro e con quelli dei segmenti adiacenti, formando nel complesso una rete anastomizzata. Le trachee si ramificano a loro volta in tracheole, di calibro inferiore, che formano una rete capillare di trasporto. Le tracheole più piccole hanno diametro dell'ordine di alcuni micron.
In molti Insetti le trachee possono dilatarsi formando i sacchi aerei, la cui funzione è quella di costituire riserve d'aria o fungere come organi idrostatici o aerostatici.

### Apparato circolatorio
L'apparato circolatorio è di tipo aperto: la circolazione umorale non si svolge all'interno di vasi, bensì in una cavità, detta emocele o lacunoma, a contatto con organi e tessuti in tutte le regioni del corpo, comprese le nervature delle ali. Solo in parte si svolge all'interno di un vaso, che ha le funzioni di un cuore. L'umore che scorre nell'emocele, l'emolinfa, svolge contemporaneamente le funzioni della linfa e del sangue dei Vertebrati, ad eccezione del trasporto dell'ossigeno, che negli Insetti è affidato all'apparato respiratorio. L'emolinfa è invece deputata al trasporto delle sostanze nutritive e dei cataboliti e alle difese immunitarie.
L'emocele è suddiviso da due diaframmi longitudinali in tre cavità intercomunicanti. Formate da tessuto connettivo e muscolare, hanno un movimento peristaltico che favorisce la circolazione verso la zona caudale e l'ingresso nella parte posteriore del vaso dorsale pulsante. Il vaso dorsale si differenzia in due tratti, uno posteriore (cuore) e uno anteriore (aorta). Il cuore è suddiviso in camere intercomunicanti (ventricoliti), ciascuna provvista di due valvole (ostioli) che regolano la continuità con l'emocele. Il sistema muscolare associato al vaso dorsale imprime le pulsazioni che spingono il sangue verso la regione cefalica. Altri organi pulsanti accessori sono localizzati nelle appendici e favoriscono la circolazione in organi che offrirebbero una maggiore resistenza.
L'emolinfa degli Insetti differisce notevolmente dal sangue dei Vertebrati; è composta da una frazione liquida (plasma) e una cellulare, costituita dagli emociti. Gli eventuali pigmenti, in genere di colore giallo o verde, non hanno funzioni respiratorie.

### Sistema nervoso

Rappresentazione schematica dell'apparato nervoso degli Insetti.
P: protocerebro
D: deutocerebro
T: tritocerebro
G: gnatocerebro
CV: catena gangliare ventrale

In analogia con il sistema nervoso dei Vertebrati, negli Insetti si distingue un sistema centrale, uno periferico e uno viscerale, quest'ultimo con funzioni neurovegetative.
I neuroni sono di tre tipi: sensoriali, motori e associativi. I primi sono associati ai recettori sensoriali, sono bipolari e trasmettono gli impulsi dalla periferia ai gangli. I secondi hanno il corpo localizzato nei gangli, sono unipolari e trasmettono gli impulsi al sistema muscolare. I terzi, pure localizzati nei gangli, sono multipolari e assolvono a funzioni associative. La trasmissione dei segnali segue gli stessi meccanismi dei Vertebrati: lungo gli assoni sotto forma di impulso elettrico, per alterazione del potenziale di membrana, e nelle sinapsi con l'emissione di un mediatore chimico, l'acetilcolina. Molti insetticidi, agendo come inibitori dell'acetilcolinesterasi, hanno effetto neurotossico anche sui Vertebrati.
Il sistema nervoso centrale ha un'organizzazione metamerica: è costituito da una doppia catena di gangli, dislocata in posizione ventrale sotto il canale digerente, con una coppia di gangli per ogni segmento. I gangli sono collegati fra loro da fibre nervose trasversali e longitudinali, che scompaiono con l'eventuale fusione. La struttura metamerica scompare in corrispondenza del capo, con la fusione dei gangli cefalici in due masse. La prima, detta cerebro, cervello o ganglio sopraesofageo, è situata sopra lo stomodeo. La seconda, detta gnatocerebro o ganglio sottoesofageo, è posizionata sotto lo stomodeo. Le due connessure che collegano il cerebro con lo gnatocerebro formano un anello (cingolo parastomodeale o periesofageo) attraversato dall'esofago. Le due masse gangliari innervano gli organi e le appendici del capo. Dal cerebro partono, inoltre, il simpatico dorsale e il sistema neuroendocrino cardio-aortico.
Il sistema nervoso viscerale costituisce il complesso dell'apparato neurovegetativo e mantiene una propria autonomia rispetto al centrale, pur essendovi collegato. Ad esso compete l'innervazione di organi interni ed è composto da tre distinti sistemi: il simpatico dorsale o stomatogastrico, il simpatico ventrale, ed il simpatico caudale. Il primo, impari, si localizza sotto il cerebro e nella parte dorsale dello stomodeo e innerva il tratto iniziale dell'apparato digerente. Il secondo parte dai gangli della catena ventrale e innerva le trachee e gli stigmi. Il terzo, infine, parte dall'ultima coppia della catena ventrale e innerva il proctodeo e gli organi genitali.
Il sistema nervoso periferico comprende gli assoni dei neuroni motori, che innervano la muscolatura striata, e i neuroni sensoriali associati ai recettori. Si sviluppa in tutte le parti del corpo ed è associato ai gangli del sistema nervoso centrale.

### Apparato escretore
L'apparato escretore provvede all'eliminazione delle sostanze di rifiuto (cataboliti). È composto da organi localizzati (tubi malpighiani) e diffusi (nefriti o nefrociti). A questi si aggiungono tessuti e altri organi che svolgono anche funzioni escretorie secondarie.
I tubi malpighiani sono reni costituiti da tubuli sottili, a fondo cieco, che confluiscono nel proctodeo, subito dopo la valvola pilorica. Assenti negli Afidi, negli altri insetti sono presenti in numero variabile da poche unità ad oltre 200. Fluttuano nell'emocele oppure aderiscono al proctodeo. La funzione è quella di filtrare i prodotti del metabolismo proteico (ammoniaca, urea, acido urico) e regolare gli equilibri salini, sottraendo le sostanze di rifiuto dall'emolinfa. Secondariamente possono ospitare microrganismi simbionti, produrre seta, sostanze collanti, ecc..
I nefriti sono gruppi sparsi di cellule, a volte isolate, associati allo stomodeo, alle ghiandole salivari e al vaso dorsale. La loro funzione è quella di regolare il pH dell'emolinfa e agire come organi escretori intermedi, trasformando i cataboliti in forme che saranno poi eliminate dai tubi malpighiani.

### Apparato secretore

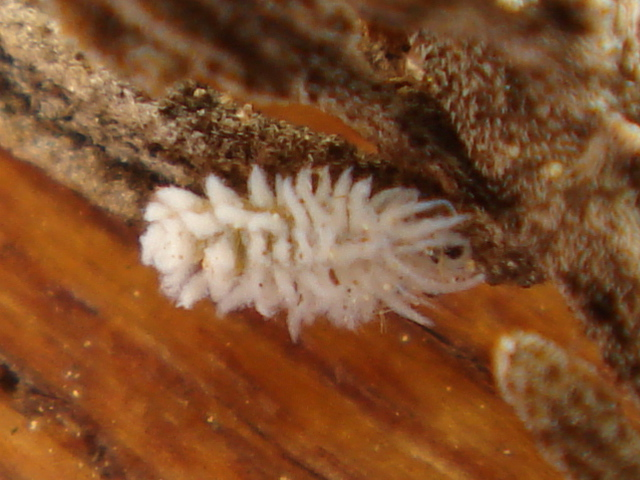
Secrezioni cerose della larva di un Coccinellide.

Gli Insetti dispongono di un apparato ghiandolare complesso, distinto in un sistema esocrino, composto da ghiandole a secrezione esterna, e in uno endocrino, composto da ghiandole a secrezione interna.
Il sistema endocrino è formato da cellule e organi che hanno relazione con il sistema nervoso. Regola la biologia dell'Insetto e raggiunge livelli di complessità organizzativa paragonabili a quello degli animali superiori. Una particolarità che differenzia gli Insetti dai Vertebrati consiste nell'assenza di funzioni di secrezione endocrina nell'apparato riproduttore. Le ghiandole endocrine d'importanza basilare si identificano in quattro strutture: il sistema endocrino cerebrale, i corpi cardiaci e allati e le ghiandole protoraciche. La funzione primaria svolta da queste ghiandole è la regolazione dello sviluppo postembrionale, ma singolarmente queste strutture controllano anche altri processi biologici.
Il sistema endocrino cerebrale è costituito da cellule nervose del cerebro, che hanno perso la capacità di trasmettere impulsi nervosi diventando ghiandole neuroendocrine. L'attività principale si ha nello stadio giovanile, con la produzione dell'ormone cerebrale, trasportato dagli assoni ai corpi cardiaci. Questi accumulano l'ormone, lo modificano e lo mettono in circolo nell'emolinfa. Funzioni secondarie dei corpi cardiaci consistono nel rilascio di ormoni che regolano il funzionamento di alcuni organi e del sistema muscolare. I corpi allati sono a loro volta deputati, dietro stimolo dell'ormone cerebrale, alla produzione della neotenina, responsabile della persistenza dei caratteri giovanili. Le ghiandole protoraciche sono localizzate ventralmente, in genere fra il capo e il torace. La loro funzione primaria consiste nel rilascio, dietro stimolo dell'ormone cerebrale, dell'ecdisone, che induce la muta.
Il sistema esocrino è composto da ghiandole uni- o pluricellulari. Queste ultime sono a loro volta semplici o composte, le prime con un unico dotto escretore comune a tutte le cellule, le altre con un dotto escretore per ogni cellula confluente un serbatoio comune. Altre classificazioni possono riguardare la posizione e la distribuzione nel corpo.
Per quanto riguarda la natura del secreto, nella classe vi è una grande varietà di ghiandole, molte delle quali sono tuttavia specifiche di uno o più gruppi sistematici. Ghiandole che svolgono la stessa funzione possono inoltre differire per localizzazione, struttura e sviluppo in funzione delle varie categorie sistematiche. Una trattazione dell'anatomia e della fisiologia del sistema esocrino non può prescindere da una semplificazione riduttiva, data l'estrema eterogeneità. Per gli approfondimenti si rimanda perciò ai singoli gruppi sistematici.
Fra i sistemi ghiandolari di maggiore frequenza si citano i seguenti:
- Ghiandole accessorie dell'apparato genitale. Presenti in entrambi i sessi, secernono sostanze che in genere sono coadiuvanti della riproduzione: il secreto dei maschi ha funzioni trofiche nei confronti degli spermatozoi, quello delle femmine interviene, in genere, nella dinamica dell'ovideposizione. Non mancano funzioni specifiche estranee alla riproduzione (es. le ghiandole velenifere degli Imenotteri Aculeati).
- Ghiandole a feromoni. Presenti in vari ordini e, in genere, localizzate nell'addome, secernono sostanze volatili attive a basse concentrazioni, percepite quasi sempre solo da individui della stessa specie. I feromoni hanno per lo più una funzione di comunicazione chimica nella vita relazionale e sono coinvolti nella riproduzione, nelle interrelazioni all'interno di comunità, nelle dinamiche di competizione intraspecifica.
- Ghiandole ceripare. Frequenti fra gli Imenotteri, i Rincoti Omotteri e alcuni Coleotteri, sono in genere diffuse nel tegumento e secernono la cera. Il secreto è usato per vari scopi, fra cui è frequente la protezione del corpo.
- Ghiandole odorifere. Presenti in genere nella parte dorsale del corpo, si rinvengono in vari ordini (Rincoti, Coleotteri, Ditteri, Imenotteri, Lepidotteri, Neurotteri). Il secreto è composto da sostanze volatili che possono avere un effetto repulsivo o, al contrario, attrattivo. Nel primo caso ha funzioni difensive, nel secondo induce spesso l'instaurazione di rapporti di simbiosi.
- Ghiandole salivari. Presenti nella zona cefalica della generalità degli Insetti, sono associate alle appendici boccali. Emettono succhi digestivi contenenti spesso anche sostanze con azione specifica in determinati contesti (anticoagulanti, declorofillizzanti, ecc.)
- Ghiandole sericipare. Presenti in molti ordini, mostrano una notevole varietà nella localizzazione e nella struttura. Secernono la seta, utilizzata, secondo i casi, per la costruzione di bozzoli, nidi, ooteche, capsule protettive del corpo, ecc.

### Apparato riproduttore

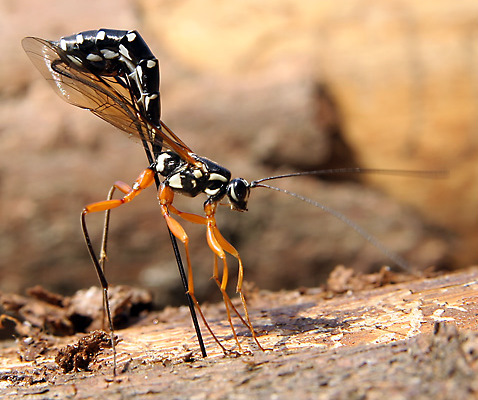
Femmina di Icneumonide durante l'ovideposizione.

Negli Insetti, l'ermafroditismo è stato accertato solo in Icerya purchasi e in alcuni Ditteri, perciò l'apparato riproduttore si differenzia in due sessi distinti a partire da strutture embrionali omologhe.
Le gonadi, di origine mesodermica, sono la sede di svolgimento della gametogenesi. Si differenziano nei testicoli (maschio) e negli ovari (femmina) e sono composte da elementi tubulari (testicoliti e ovarioli) confluenti nei gonodotti pari; in entrambi i sessi le fasi della gametogenesi si succedono lungo il tubulo in ordine distale-prossimale. Alle gonadi seguono i gonodotti pari, condotti di origine ectodermica che confluiscono in un gonodotto comune, impari. Il gonodotto comune, nel maschio, è detto dotto eiaculatore e mantiene la fisionomia di un condotto escretore che comunica con l'organo copulatore. Nella femmina si differenzia nella vagina e comunica in genere con l'ovopositore; in alcuni gruppi sistematici può presentare un diverticolo dotato di apertura indipendente, la borsa copulatrice, usata per la copula. Un altro organo differenziato nella femmina è la spermateca, una vescicola a fondo cieco collegata alla vagina, in cui vengono mantenuti gli spermatozoi nell'intervallo di tempo che intercorre fra l'accoppiamento e la fecondazione.
In entrambi i sessi, l'apparato dispone di ghiandole accessorie, che riversano i secreti nel tratto prossimale del gonodotto comune. I secreti hanno funzioni diverse, secondo i sessi e le specie, e possono coesistere differenti tipi ghiandolari nello stesso individuo. Il secreto del maschio svolge in genere la funzione di lubrificante e di nutrizione degli spermatozoi. Nella femmina la natura e la funzione del secreto dipendono essenzialmente dal tipo ghiandolare. Le ghiandole più comuni sono dette colleteriche e il loro secreto è usato come coadiuvante dell'ovideposizione, come collante per le uova, per la costruzione di ooteche, ecc. Altre ghiandole, dette spermofile, secernono un fluido nutritivo per gli spermatozoi conservati nella spermateca. Negli Imenotteri Apocriti sono presenti anche le ghiandole velenifere: il loro secreto, emesso con l'ovopositore o con l'aculeo, ha un'azione associata all'ovideposizione oppure integra la funzione secondaria di strumento di offesa e difesa nelle femmine sterili.
Gli organi genitali esterni si differenziano in genere come processi degli urosterni costituendo l'armatura genitale, importante elemento di determinazione tassonomica. Nel maschio è differenziata dal IX urosterno e forma l'organo copulatore o edeago, impiegato per l'accoppiamento. L'edeago può mancare negli insetti primitivi: in questo caso gli spermatozoi sono rilasciati all'esterno in capsule, dette spermatofori, che saranno poi prelevate e introdotte dalla femmina. Nella femmina, l'armatura genitale, detta ovopositore, è differenziata dagli urosterni VIII e IX ed è generalmente composta da tre coppie di valve, talvolta di lunghezza eccezionale. È utilizzato come organo per la deposizione delle uova e può anche perforare tessuti vegetali o animali. In diversi Insetti, l'ovopositore può mancare del tutto oppure è sostituito funzionalmente da adattamenti degli ultimi uriti, che prendono il nome di ovopositore di sostituzione. Negli Imenotteri Aculeati l'ovopositore subisce un adattamento anatomico e funzionale che lo trasforma in strumento di offesa e difesa; in questo caso prende il nome di aculeo o pungiglione.

## Biologia

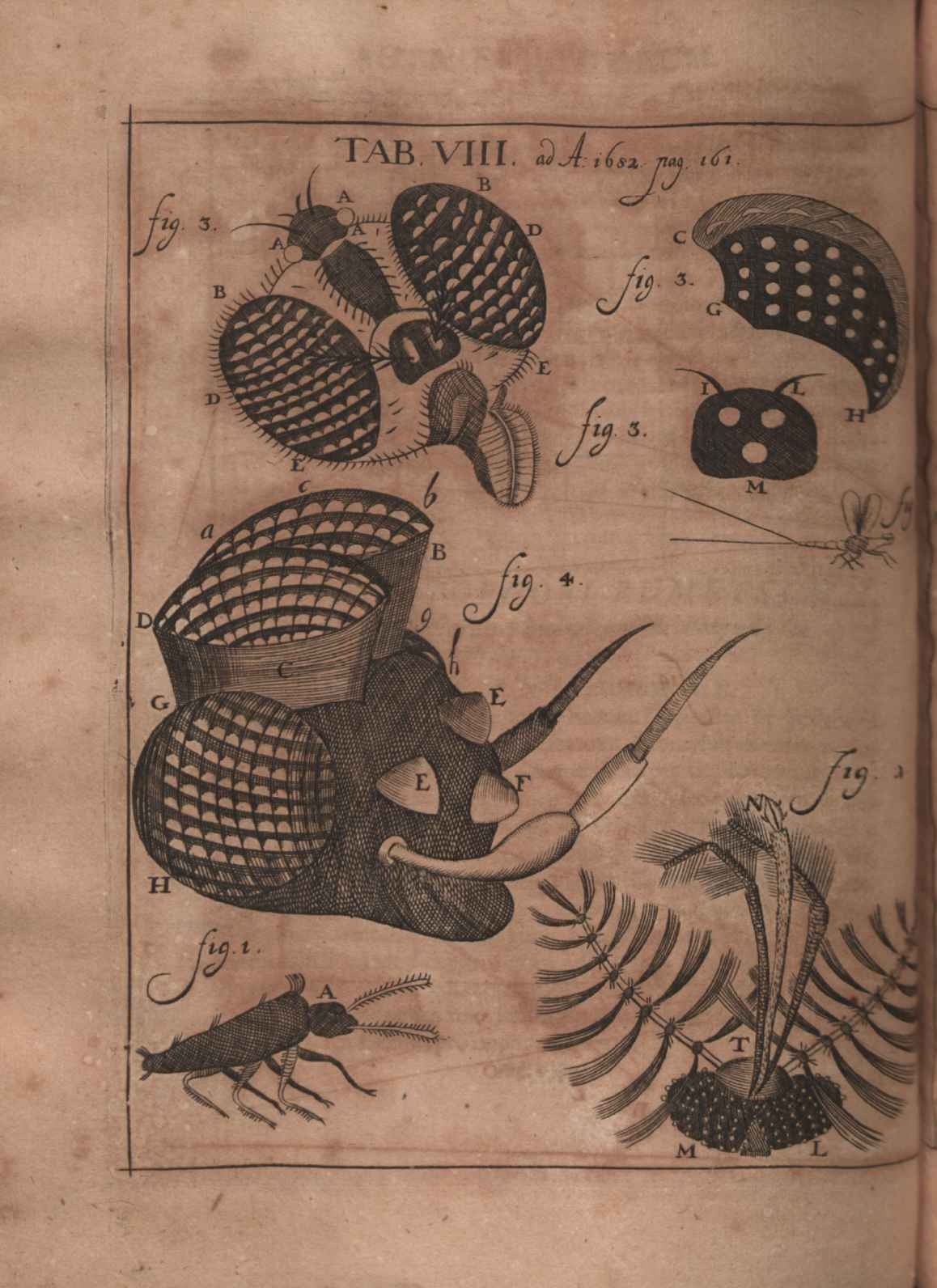
Raffigurazione stilizzata di insetti tratta dagli Acta Eruditorum del 1682

La lunga storia evolutiva, l'elevato numero di specie, la capacità di adattamento a condizioni di vita anche estreme, fanno degli Insetti un raggruppamento sistematico dalla biologia eterogenea. Una trattazione organica che copra i variegati aspetti, dalla fisiologia al ciclo biologico, dall'alimentazione alla riproduzione, dalle relazioni all'etologia in generale, non può che essere sommaria e generica. Si rimanda perciò alle specifiche sezioni e alla trattazione dei singoli gruppi sistematici per gli opportuni approfondimenti.

### Evoluzione
L'evoluzione degli insetti data almeno dal periodo Devoniano, epoca a cui risale il più antico fossile di insetto rinvenuto, Rhyniognatha hirsti, la cui età è stimata in circa 400 milioni di anni. Durante la storia della terra, il clima è cambiato numerose volte, influenzando la diversità degli insetti. Gli Pterigoti subirono una massiccia estinzione durante il Carbonifero, mentre gli Endopterigoti subirono un'altra grave estinzione nel Permiano. I sopravvissuti a queste estinzioni di massa sono evoluti durante il Triassico in quelli che sono essenzialmente gli insetti moderni. Molte famiglie di insetti attuali apparvero nel Giurassico e durante il Cretaceo numerosi generi si svilupparono o apparvero. Si pensa che nel Terziario già esistesse la maggior parte dei generi di insetti moderni; molti degli insetti racchiusi nell'ambra fossile appartengono di fatto a generi contemporanei.

### Ciclo biologico
Il ciclo biologico di un Insetto può durare, secondo la specie, da pochi giorni a diversi anni e, spesso, il suo svolgimento è in stretta relazione con fattori ambientali di natura climatica (in particolare la temperatura) e nutrizionali. Ciò fa sì che gli Insetti possano adattarsi a svariati ambienti, comprese le regioni più fredde della Terra, ricorrendo ad accorgimenti biologici quali lo svernamento in stato di diapausa e la migrazione stagionale.
Il ciclo biologico si dice monovoltino o univoltino se compie una sola generazione l'anno, polivoltino se compie più generazioni. Il numero delle generazioni non è correlato alla lunghezza del ciclo, in quanto in una popolazione possono coesistere differenti stadi di sviluppo con sovrapposizione di più generazioni (es. Afidi). Condizioni di elevata specificità possono sincronizzare il ciclo con quello di una specie vegetale o animale da cui l'Insetto dipende per la sua nutrizione. In questi casi si può avere la concentrazione e la sincronizzazione degli eventi riproduttivi e dello sviluppo, con generazioni ben definite (es. la Tignola dell'olivo).

### Riproduzione

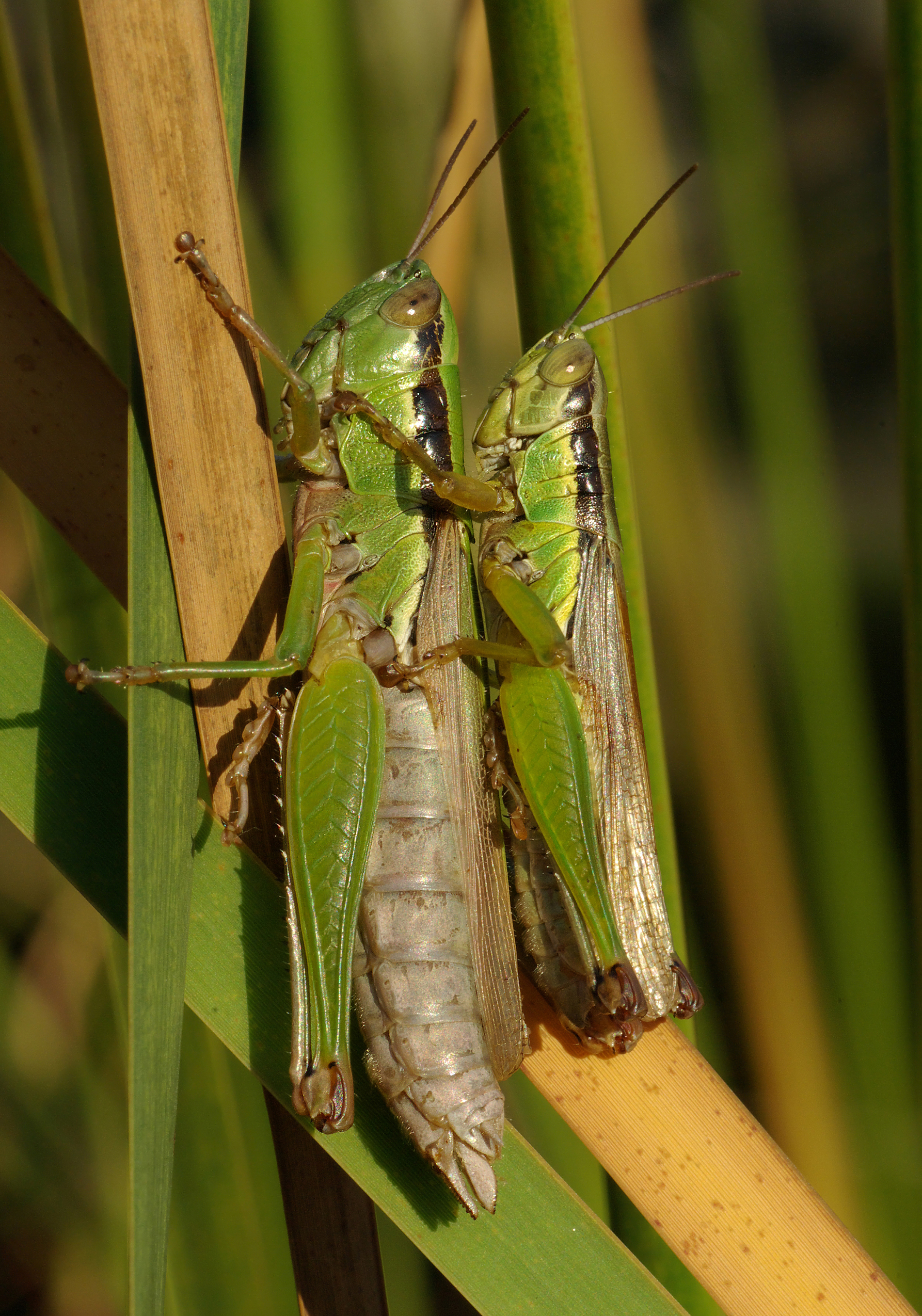
Accoppiamento di due cavallette.

La riproduzione avviene in genere per via sessuale (anfigonia), con l'accoppiamento fra sessi distinti e la fecondazione delle uova da parte degli spermatozoi. I meccanismi che regolano l'anfigonia variano da specie a specie e, talvolta, hanno livelli di complessità tale da condizionare la dinamica di un'intera comunità (Insetti sociali). All'anfigonia si accompagnano altre forme di riproduzione non sessuale, che spesso si riflettono sulla dinamica di popolazione e, in qualche specie, prevalgono sulla riproduzione sessuale. In questi casi ricorre spesso la partenogenesi, riscontrata in quasi tutti gli ordini in varie forme. Un caso particolare di partenogenesi è la pedogenesi, accertata in alcuni Ditteri Cecidomiidi e nel Coleottero Micromalthus debilis: la larva porta a maturazione gli ovari e genera individui simili che si sviluppano a sue spese, uccidendola. Un altro tipo di riproduzione non sessuale è la poliembrionia, che consiste nell'origine di un numero indefinito di larve dalla segmentazione di un solo uovo, riscontrata in alcuni Imenotteri Terebranti.
La determinazione del sesso non segue un unico schema. Nella generalità delle specie, il sesso è determinato dalla presenza di un cromosoma sessuale X in doppia dose in un sesso e in singola dose, o abbinato ad un cromosoma Y, nel sesso opposto. Il sesso eterogametico è quello maschile, ad eccezione dei Lepidotteri e dei Tricotteri. In alcuni ordini il sesso è invece determinato dal rapporto fra anfigonia e partenogenesi aploide: dalla fecondazione si originano le femmine, dalla partenogenesi i maschi.
La maggior parte degli Insetti è ovipara, ma si riscontrano anche la viviparità e l'ovoviviparità. Questi differenti comportamenti possono coesistere anche nell'ambito di una stessa specie o, addirittura, di uno stesso individuo.

### Sviluppo postembrionale

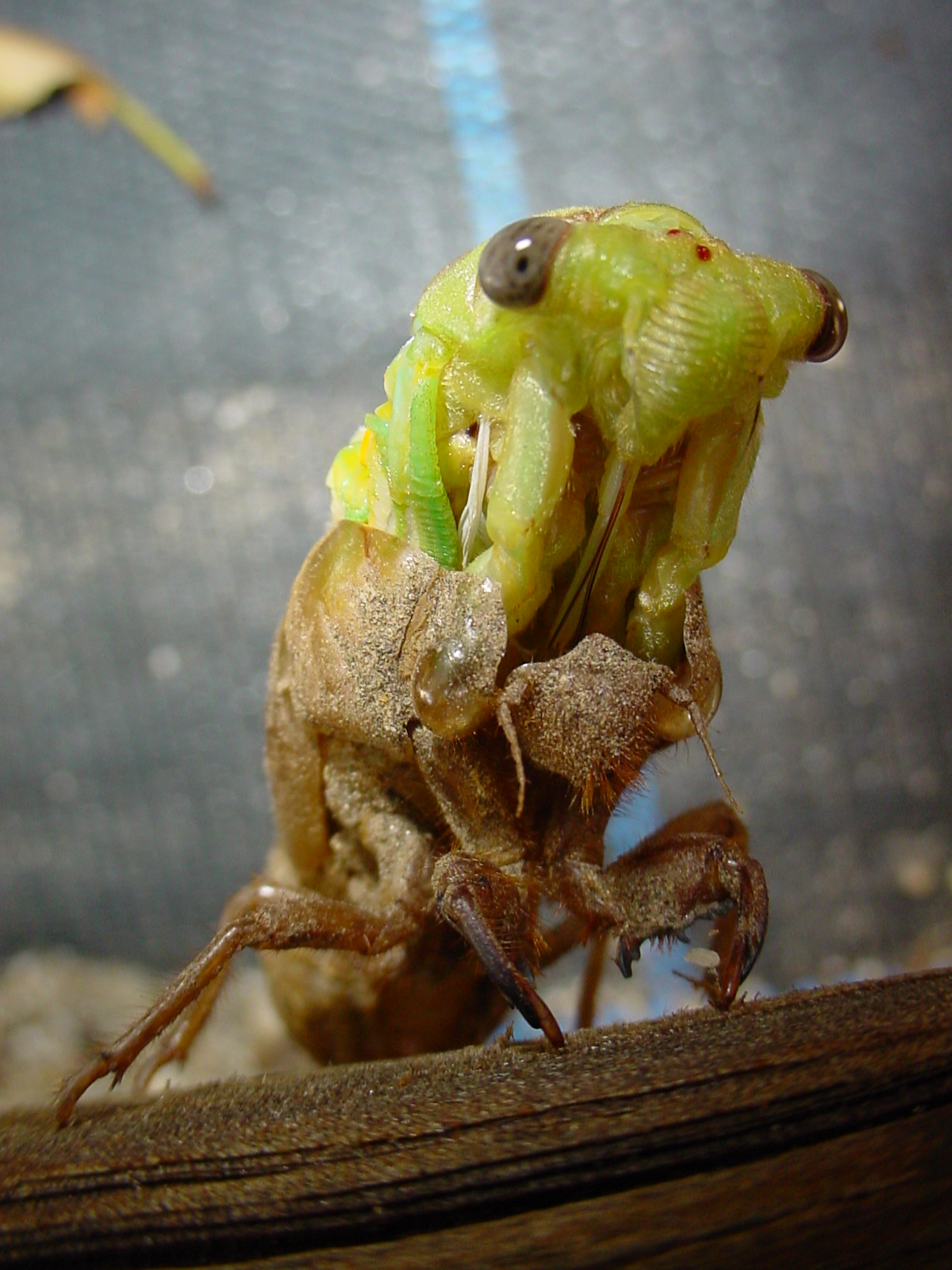
Lo sfarfallamento di una cicala.

Lo sviluppo postembrionale degli Insetti si fonda sulla metamorfosi, sequenza discontinua di trasformazioni fisiche che, a partire dall'uovo, porta alla formazione dell'insetto adulto.
Negli Insetti e, più in generale, negli Artropodi, si deve distinguere l'accrescimento ponderale (incremento del peso), che procede in modo continuo, dall'accrescimento lineare (incremento delle dimensioni), che è invece discontinuo. A causa della rigidità dell'esoscheletro, l'aumento di peso in un insetto giovane non è accompagnato da un aumento di dimensioni: ad un certo punto, la vecchia cuticola (exuvia) si lacera e l'individuo ne fuoriesce con una nuova, in grado di contenere l'aumento di dimensione. Il fenomeno è detto muta.
Alla muta può accompagnarsi anche la metamorfosi, ossia una trasformazione fisica che non si limita solo all'aumento delle dimensioni. Accrescimento e metamorfosi sono regolati da meccanismi neurormonali che si riassumono nell'interazione tra due ormoni, l'ecdisone e la neotenina. L'ecdisone stimola la genesi della nuova cuticola, perciò è il segnale biologico che avvia una nuova muta. La neotenina, invece, inibisce la comparsa dei caratteri dell'adulto, che restano latenti sotto forma di abbozzi. L'ecdisone stimola la muta e la metamorfosi, ma in presenza di neotenina la metamorfosi viene inibita.
La classificazione dei tipi di metamorfosi verte su schemi per i quali non c'è uniformità di orientamento fra gli Autori. Le fasi dello sviluppo ontogenetico possono infatti essere interpretate sotto differenti aspetti e la terminologia non sempre è usata in modo inequivocabile. Per ulteriori approfondimenti si rimanda ai dettagli descritti nella voce di approfondimento.
Ad una prima analisi, si distinguono due tipi fondamentali di metamorfosi, indicati con i termini di metamorfosi completa e incompleta. L'elemento morfologico che distingue i due tipi è il modo in cui si formano, eventualmente, gli abbozzi alari.
Nella metamorfosi completa, che si identifica con l'olometabolia, lo stadio giovanile è detto larva e differisce notevolmente dall'adulto (detto anche immagine). Questa differenza è alla base di profonde modificazioni, che si attuano durante la ninfosi, nello stadio di pupa, spesso preceduto da una fase brevissima (eopupa): l'insetto subisce una drastica ricostruzione della sua struttura morfologica e anatomica, ad eccezione del sistema nervoso e dell'apparato circolatorio. L'entità delle modifiche è tale da richiedere, in questa fase, lo stato di immobilità dell'insetto. Gli abbozzi alari sono interni e compaiono solo nello stadio di pupa. Questo tipo di metamorfosi è proprio degli Insetti più evoluti, alati o secondariamente atteri, i cui ordini sono compresi nella coorte degli Endopterigoti. Nelle forme più primitive di metamorfosi completa, la pupa è mobile. In realtà la pupa mobile è un adulto in fase farata, stadio di transizione, successivo all'ultima muta, durante il quale l'adulto, pur essendo completamente formato, non ha ancora abbandonato l'exuvia.
Nella metamorfosi incompleta, che si identifica con l'eterometabolia, proprio degli Insetti alati, o secondariamente atteri, meno evoluti, appartenenti alla coorte degli Esopterigoti, lo stadio giovanile è detto neanide e differisce dall'adulto solo per le minori dimensioni, l'assenza dei caratteri sessuali e, nelle forme alate, l'assenza delle ali. Il passaggio dallo stadio giovanile a quello adulto si svolge in uno o più stadi di ninfa, durante i quali si verifica la comparsa degli abbozzi alari esterni. La ninfa è mobile ad eccezione della neometabolia, un tipo di metamorfosi intermedio fra l'eterometabolia propriamente detta e l'olometabolia.
Ai due descritti in precedenza si aggiunge un terzo tipo, detto ametabolia, in cui, in realtà, vi è assenza di metamorfosi. L'ametabolia si verifica negli insetti primitivamente atteri (Tisanuri): in questo caso gli stadi giovanili non presentano alcuna differenza morfologica rispetto agli adulti, se non nelle dimensioni, e lo sviluppo si attua con mute senza alcuna metamorfosi. L'ametabolia non va confusa con la pseudoametabolia, una forma di eterometabolia tipica di specie secondariamente attere.
Lo schema descritto si complica se si considera la neometabolia una metamorfosi distinta e intermedia fra quella incompleta e quella completa e se si prendono in esame le varianti che ricorrono nell'ambito dell'eterometabolia e dell'olometabolia. Infine, si distingue un quinto tipo di metamorfosi, detto catametabolia, che vede una regressione anatomica e morfologica dell'insetto nel corso dello sviluppo ontogenetico. In altri termini, l'adulto ha una forma e una struttura più semplice di quella dello stadio giovanile. La catametabolia in realtà è una variante dovuta all'adattamento della specie ad una particolare etologia ed è riscontrabile sia nell'olometabolia sia nell'eterometabolia.

### Alimentazione

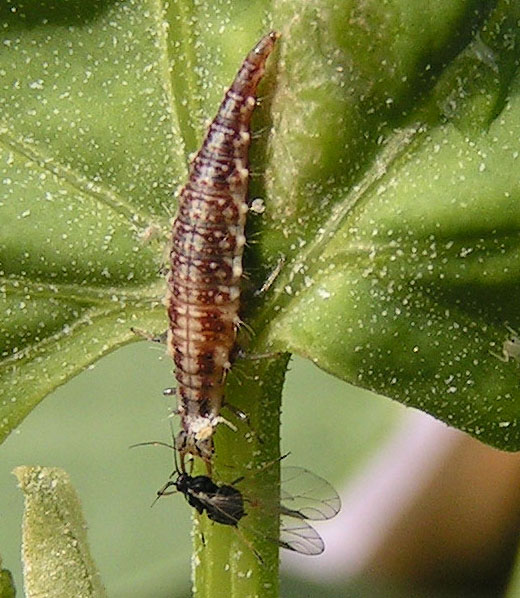
Una larva di Crisopa mentre "succhia" un Afide.

I regimi dietetici degli Insetti sono tra i più svariati e possono cambiare drasticamente anche nel corso dello sviluppo di un individuo (olometaboli e paurometaboli). La maggior parte degli Insetti ha rapporti trofici con i vegetali o con gli animali, oppure manifesta un regime onnivoro. Sono frequenti anche i detritivori o, più in generale, saprofagi; non mancano, infine, casi di insetti micetofagi. Una classificazione rigorosa, tuttavia, non è possibile in quanto i limiti che definiscono i regimi dietetici sono spesso labili.
Fra gli insetti che si nutrono a spese dei vegetali vivi si distinguono due categorie: i fitofagi e i fitomizi. Sono spesso indicati, impropriamente, come parassiti, ma il rapporto trofico che li lega alle piante si identifica in una forma di predazione riconducibile all'erbivoria. I rapporti possono essere più o meno specifici e si distinguono specie monofaghe, oligofaghe e polifaghe. I fitofagi hanno apparato boccale masticatore ed erodono i tessuti vegetali attaccando gli organi dall'esterno o dall'interno (minatori). Una terminologia informale identifica i fitofagi in base all'organo o al tessuto attaccato: i fillofagi (a spese delle foglie), gli antofagi (fiori), i carpofagi (frutti), gli xilofagi (legno), ecc.
I fitomizi sono invece insetti ad apparato boccale pungente-succhiante e si nutrono a spese della linfa elaborata o dei succhi cellulari di cellule epidermiche. Un gruppo particolare è rappresentato dagli insetti galligeni, che si sviluppano all'interno di un'alterazione istologica dell'organo colpito (galla). In questo caso la fitofagia si avvicina meglio al concetto di parassitismo.
Per quanto concerne la zoofagia, si può fare una distinzione, per il differente ambito d'interesse, fra specie che attaccano i Vertebrati e le altre che si nutrono a spese di Invertebrati. Anche in questo caso si possono individuare forme di monofagia, oligofagia e polifagia. La prima categoria annovera un limitato numero di specie, spesso d'interesse medico o veterinario. I rapporti trofici si collocano a metà strada fra il parassitismo e la predazione, con vari livelli di affinità verso il primo o il secondo. Si nutrono a spese dell'epidermide o dei suoi annessi oppure di sangue (ematofagi). Sono rari i casi di predazione vera e propria (es. i Ditiscidi e alcuni Rincoti Eterotteri predano anche piccoli Vertebrati acquatici). Le forme assimilabili ai parassiti sono in genere epizoiche, tuttavia non mancano casi di endoparassiti (es. alcune famiglie di Ditteri). Fra i carnivori si annoverano anche le specie prettamente saprofaghe che si nutrono a spese delle spoglie di Vertebrati morti (sarcofaghe).
La maggior parte delle specie a regime zoofago ha però rapporti trofici con altri artropodi e, in particolare, con altri insetti. In questi casi i rapporti si identificano con la predazione vera e propria o con il parassitoidismo, mentre i casi di parassitismo vero e proprio sono alquanto rari. Fra gli artropofagi si annoverano anche gli oofagi che predano o parassitizzano le uova. In generale si tratta di specie di grande interesse perché possono essere sfruttate nella lotta biologica e integrata. Non è raro il cannibalismo, in genere fra predatori ma, talvolta, anche fra i fitofagi; questo fenomeno si verifica frequentemente in condizioni di scarsa disponibilità alimentare o in cattività. Meno frequente è invece il parassitoidismo fra individui della stessa specie, fenomeno noto con il termine di autoparassitismo e che si riscontra soprattutto negli Imenotteri Afelinidi, nei quali si riscontrano comportamenti di particolare interesse naturalistico, e nelle già citate specie con riproduzione pedogenetica.
Un regime dietetico particolare è quello dei glicifagi. Questi insetti si nutrono a spese di sostanze zuccherine e in generale usano come substrato alimentare il nettare dei fiori e la melata emessa dai Rincoti o i succhi che fuoriescono da ferite. Le fonti proteiche utilizzate sono rappresentate, secondo i casi, dal polline, da escrementi di animali o da altri materiali. L'apparato boccale è di tipo succhiante o lambente-succhiante oppure di tipo masticatore più o meno adattato. Molti glicifagi sono importanti come insetti pronubi, in quanto provvedono al trasporto del polline e, quindi, favoriscono l'impollinazione incrociata.
Alcuni regimi dietetici sono particolarmente complessi e non hanno una collocazione ben definita: ad esempio, alcuni Imenotteri parassitoidi di insetti galligeni possono diventare fitofagi quando, una volta esaurita la vittima, completano il loro ciclo di sviluppo nutrendosi a spese dei tessuti della galla. Anche fra gli Insetti si annoverano, comunque, specie onnivore, in grado di nutrirsi indifferentemente con alimenti di origine sia vegetale sia animale.

### Etologia

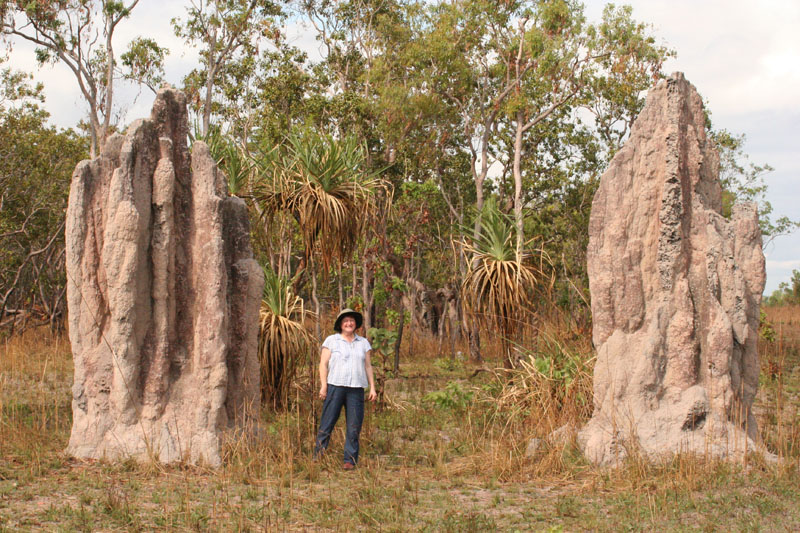
Due imponenti nidi eretti dalle Termiti.

Per i motivi esposti in precedenza, gli aspetti comportamentali di questa classe sono eterogenei e svariati, talvolta con livelli di complessità non irrilevanti. I comportamenti possono rappresentare delle peculiarità proprie di una o poche specie oppure estese a gruppi sistematici più ampi.
Uno degli aspetti più interessanti dell'etologia è la vita degli insetti sociali, specie che hanno sviluppato un livello complesso di gregarismo organizzato per caste e basato sulla costruzione di nidi complessi, la trasmissione di stimoli sensoriali, la cura della prole, la ricerca, l'approvvigionamento e la conservazione degli alimenti, la regolazione della riproduzione, ecc. Questi fenomeni etologici, presi nel complesso, determinano il successo ecologico della comunità sacrificando il singolo individuo. Agli esempi più noti di aggregazione sociale, che interessano per lo più gli Isotteri e gli Imenotteri, si aggiunge una vasta gamma di fenomeni di aggregazione non sociale, rappresentati nella maggior parte degli ordini, con differenti livelli di complessità in merito alle relazioni interne. All'aggregazione intraspecifica si associano spesso relazioni interspecifiche che rientrano nel novero dei fenomeni di commensalismo e simbiosi.
A prescindere dalle aggregazioni sociali, l'etologia degli Insetti mostra interessanti e variegati comportamenti per quanto concerne l'alimentazione, la costruzione di nidi, la riproduzione, la migrazione, la comunicazione fra individui della stessa specie, la relazione con organismi di specie differenti, la locomozione, il mimetismo, la difesa, l'emissione di luci o suoni, ecc. Per una trattazione di questi aspetti si rimanda alle voci relative ai singoli gruppi sistematici.

### Dinamiche di popolazione

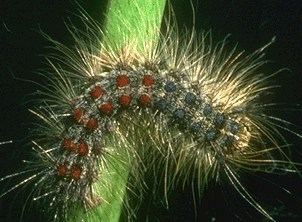
Il bombice dispari provoca estese defogliazioni in occasione delle sue gradazioni cicliche.

Anche per quanto concerne la dinamica delle popolazioni, si verificano modelli differenti, sui quali interferisce spesso l'Uomo alterando o semplificando gli ecosistemi. In generale, gli Insetti hanno - come la maggior parte degli Invertebrati - una strategia di vita basata sul potenziale riproduttivo (strategia r), perciò manifestano una straordinaria rapidità di colonizzazione degli ecosistemi che perdono le loro condizioni di equilibrio. Questo problema si presenta in modo particolare negli agrosistemi, in cui la riduzione della biodiversità crea squilibri da cui traggono beneficio proprio le specie dotate di grande potenziale riproduttivo.
In condizioni naturali molte specie hanno dinamiche basate sulle fluttuazioni: il livello della popolazione si mantiene, per periodi più o meno lunghi, in una fase di latenza, in equilibrio con la disponibilità alimentare e la cenosi degli antagonisti. Periodicamente, a intervalli più o meno regolari, si manifestano le gradazioni, repentini cambiamenti della densità di popolazione rispetto alla fase di latenza. Nel corso di una gradazione si hanno tre fasi:
- progradazione: la popolazione mostra ritmi di crescita esponenziale, in virtù del forte potenziale biotico, della disponibilità di risorse nutritive e della scarsa incidenza dei fattori naturali di controllo;
- culmine: la popolazione aumenta con incrementi decrescenti, fino a raggiungere un massimo; in questa fase diventano incisivi i fattori di controllo naturali della popolazione: competizione intraspecifica, riduzione della fertilità, insorgenza di malattie e incremento della popolazione degli antagonisti;
- retrogradazione: a causa della forte incidenza dei fattori naturali di controllo, la mortalità aumenta notevolmente e la popolazione crolla più o meno rapidamente fino a riportarsi sui valori di equilibrio della fase di latenza.

Il fenomeno delle gradazioni si riscontra in genere negli ecosistemi forestali e interessa in particolare i Lepidotteri e i Coleotteri defogliatori. L'entità di una gradazione è tale che può portare alla completa spogliazione di un'intera foresta. Lo studio della dinamica di popolazione, il monitoraggio e l'elaborazione di modelli previsionali hanno lo scopo di prevenire le gradazioni che, quando si protraggono per due o tre anni consecutivi, possono causare danni di grande entità sul patrimonio forestale.

## Importanza degli Insetti
L'ampia diffusione della classe e la frequente interazione con l'Uomo coinvolgono gli Insetti in vari ambiti d'interesse, oltre a quello strettamente zoologico e naturalistico. L'elevato numero di specie presenti in questa classe ha portato all'evoluzione di una branca specifica della Zoologia, detta Entomologia, che a sua volta si suddivide in differenti rami di specializzazione. La complessità della materia è tale che, in genere, gli ambiti di studio dei singoli esperti si concentrano su un solo ordine o, talvolta, su gruppi sistematici più ristretti. Ciò ha portato alla costituzione di associazioni accademiche di livello internazionale il cui interesse verte su singoli raggruppamenti tassonomici ("Emitteristi", "Coleotteristi", ecc.)

### Dannosità

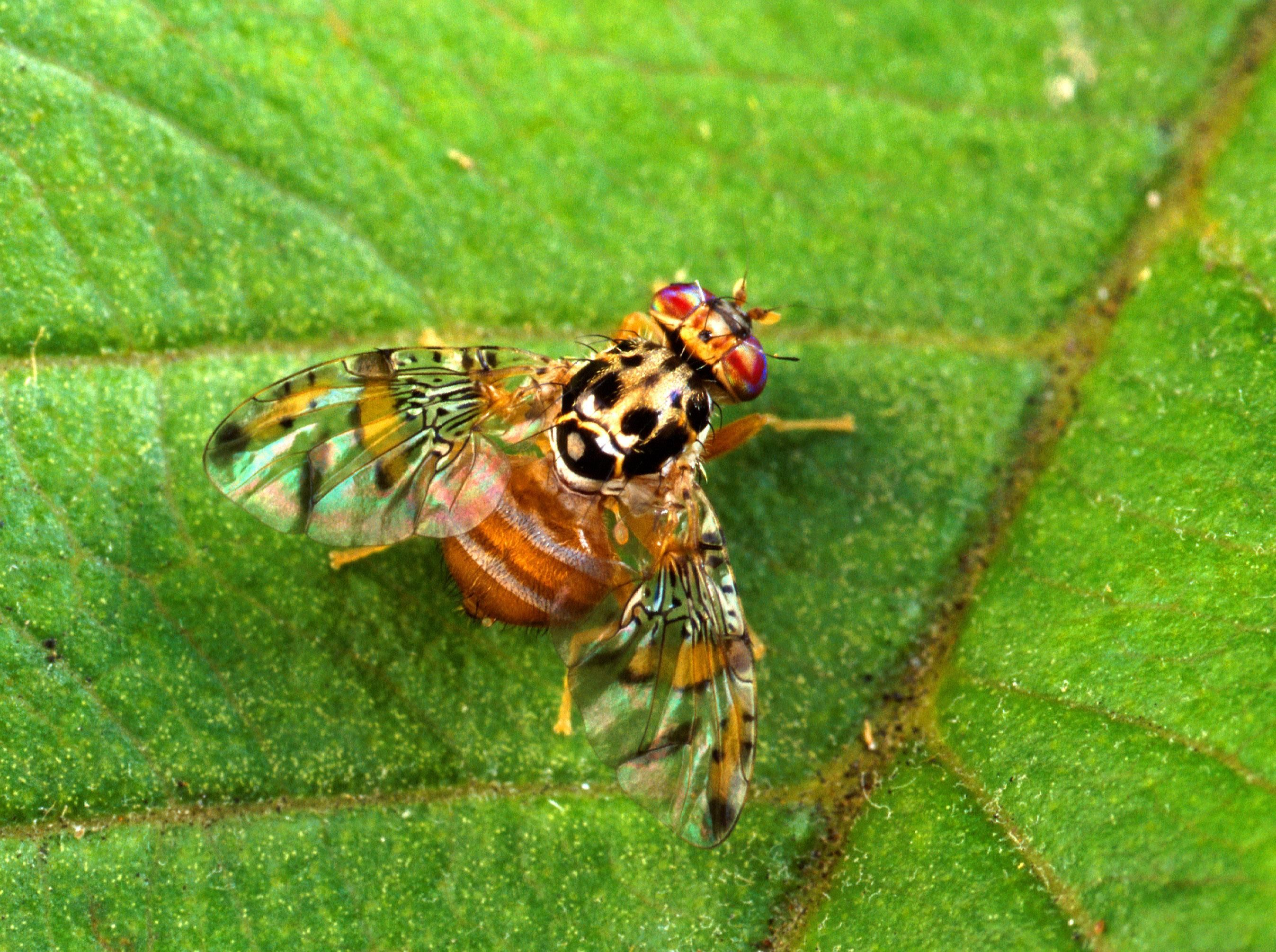
La mosca mediterranea della frutta, una piaga della frutticoltura delle regioni tropicali e temperate calde.

La dannosità degli Insetti è forse l'aspetto più evidente che si associa a questa classe; in realtà il numero di specie significativamente dannose è irrisorio a fronte del numero di specie utili o indifferenti. Queste poche specie possono però causare danni di tale entità da costituire, alcune, dei veri e propri flagelli. Lo studio degli Insetti come fattori di danno si colloca in quattro ambiti d'interesse:
- Agroforestale. Sono potenzialmente dannosi gli Insetti che attaccano le specie vegetali da cui l'uomo trae utilità diretta o indiretta. Il grado d'importanza è rapportato all'entità dei danni, perciò il numero delle specie realmente dannose si riduce sensibilmente. D'altra parte ogni anno ci sono insetti che da uno status di specie indifferente passano ad uno di specie dannosa a causa di emergenze scaturite da particolari contesti (importazione da altre regioni, degradazione degli equilibri ecologici, ecc.). Le specie fitofaghe di maggiore importanza rientrano generalmente negli ordini dei Rincoti, degli Ortotteri, dei Lepidotteri, dei Ditteri, degli Imenotteri e dei Coleotteri.
- Agroalimentare. Sono generalmente dannosi tutti gli insetti che attaccano le derrate, in quanto possono causare la distruzione totale o l'inservibilità di intere partite stoccate nei magazzini o accelerare la decomposizione dei prodotti deperibili. Le specie dannose alle derrate si annoverano, in genere, fra i Coleotteri, i Lepidotteri, i Ditteri ed i Blattoidei. Oltre ai danni diretti va considerato anche il rischio igienico-sanitario dovuto alla possibile trasmissione di agenti patogeni per l'uomo, frequente nel caso di Blattoidei e Ditteri.
- Tecnologico. In questo ambito sono particolarmente dannosi gli insetti xilofagi, che attaccano il legno da opera e tutti i suoi manufatti. Sotto questo aspetto gli ordini di maggiore interesse sono gli Isotteri (termiti), particolarmente dannosi nelle aree tropicali, e i Coleotteri (tarli). Altri insetti d'interesse tecnologico sono le tarme, microlepidotteri saprofagi che attaccano i manufatti tessili.
- Igienico-sanitario. Sono d'interesse medico o veterinario gli insetti che attaccano i vertebrati superiori, in particolare i parassiti epizoici, gli endoparassiti e i predatori ematofagi che attaccano i Mammiferi e gli Uccelli. Questi insetti sono responsabili di affezioni dirette oppure microbiche in quanto vettori di Virus e microrganismi patogeni. D'interesse igienico-sanitario sono anche quegli insetti prettamente saprofagi possibili vettori di patogeni. Gli insetti d'interesse igienico-sanitario fanno capo soprattutto agli ordini dei Mallofagi, degli Anopluri, dei Ditteri e dei Sifonatteri.

### Utilità

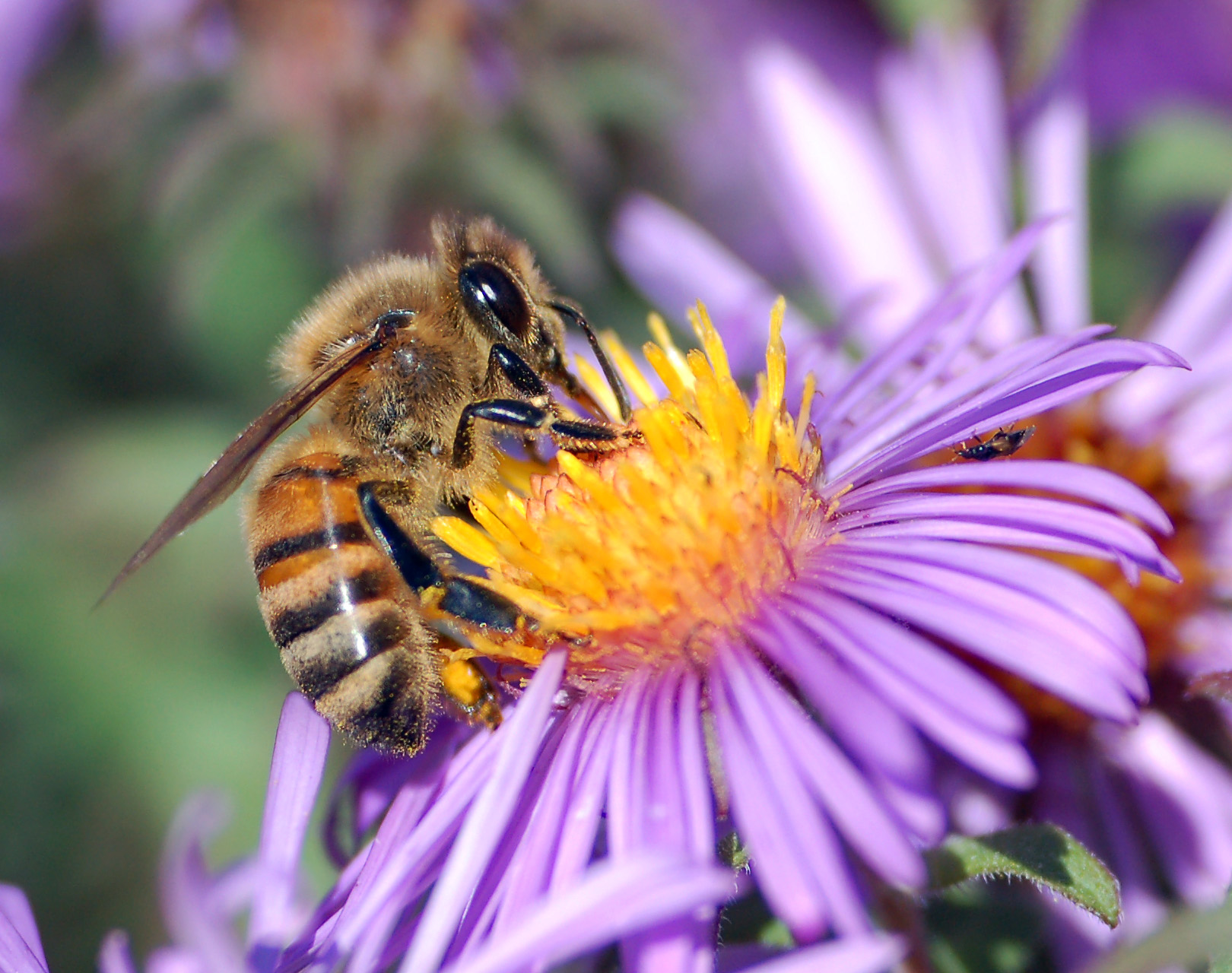
L'ape, l'emblema dell'utilità degli insetti, indispensabile per l'impollinazione di molte piante e ampiamente allevata per la produzione del miele.

Ai danni causati da molte specie di Insetti si contrappone l'utilità di molte altre specie, soprattutto come organismi inseriti negli ecosistemi e coinvolti nelle reti alimentari. Sono moltissimi, tuttavia, i casi in cui gli insetti sono direttamente utili all'Uomo.
L'aspetto più importante, per gli studi dedicati e la sempre più diffusa applicazione, riguarda il ruolo degli insetti come organismi ausiliari. Gli artropofagi sono utili, se non essenziali, come fattori di controllo naturali di artropodi dannosi. Questo ruolo è oggi messo in primo piano nelle varie forme di agricoltura sostenibile (agricoltura biologica, coltivazioni condotte con i criteri della lotta biologica ed integrata, ecc.) e in ambito forestale. Sono utili anche alcuni fitofagi, quando la loro azione biologica si esercita su piante infestanti, come ad esempio si è verificato nel controllo delle Opuntia in Australia, impiegando il Cactoblastis cactorum e il Dactylopius opuntiae. Non meno importante è il ruolo degli insetti pronubi, compresi soprattutto negli ordini dei Ditteri e degli Imenotteri, essenziali per la fruttificazione di molte specie agrarie, che si avvalgono dell'impollinazione entomofila.
L'importanza degli insetti ausiliari è tale che ormai sono una realtà economica le cosiddette biofabbriche, allevamenti industriali di Insetti da impiegare nella lotta biologica o nella lotta biotecnica (es. maschi sterili). Questo settore d'impiego ha finora occupato un ruolo marginale, soprattutto per l'elevato costo, poco competitivo nei confronti del settore della Industria chimica, tuttavia è in espansione per la domanda crescente di salubrità ambientale e alimentare.

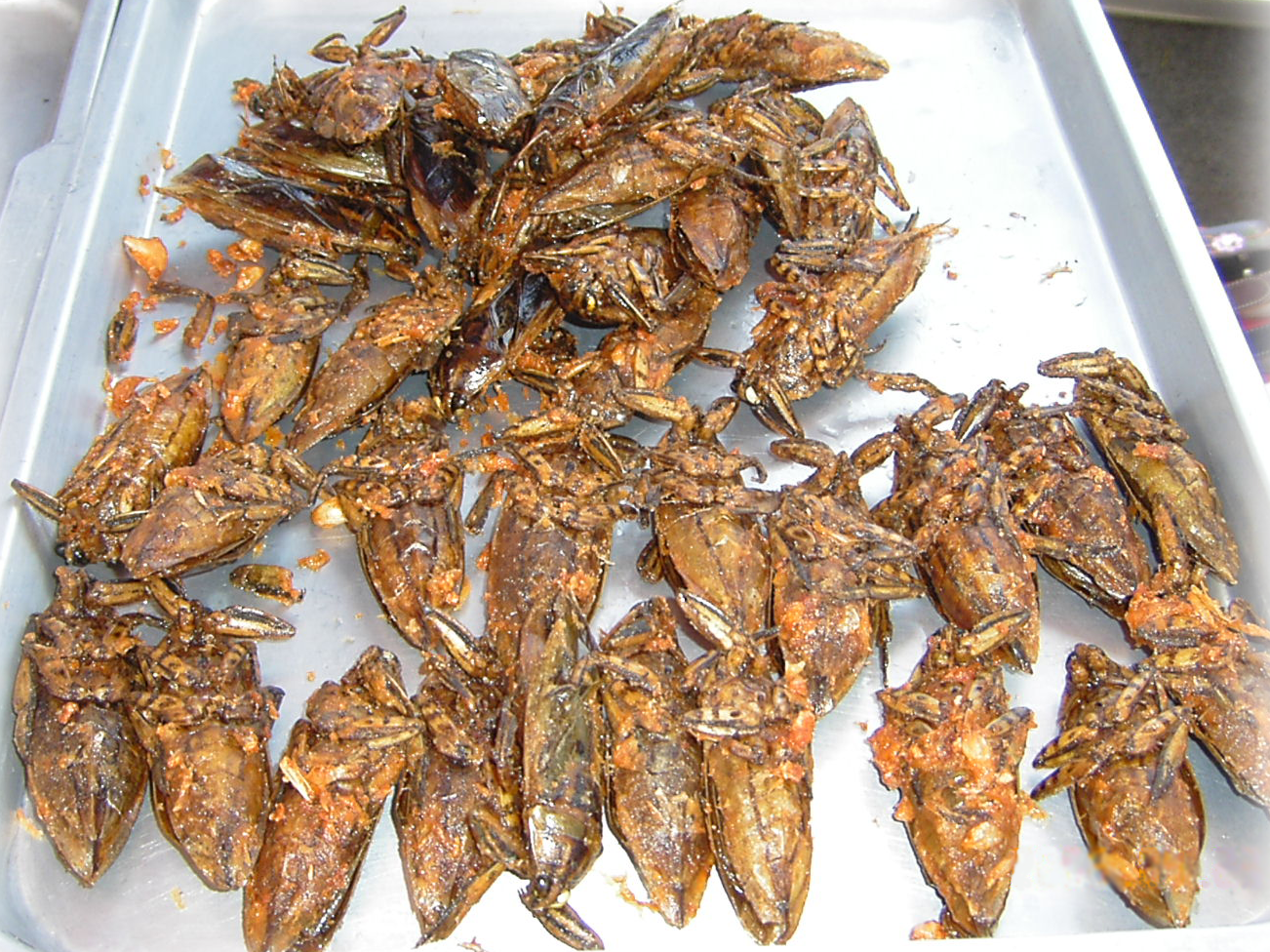
A Rangoon, gli electric light bug ("cimici della luce elettrica"), si catturano di notte, attratti dalle lanterne, per essere serviti fritti nei mercati locali e nei ristoranti.

Gli impieghi economici erano di grande importanza soprattutto in passato. Prima dell'avvento della chimica industriale, molte specie erano sfruttate per ricavarne sostanze utilizzate per vari scopi, come coloranti, lacca, seta, cera. Emblematica è l'importanza che ha avuto il bombice del gelso, il cui prodotto, la seta, è stato per secoli il protagonista degli scambi commerciali tra l'Asia e l'Europa. L'impiego economico per eccellenza, attualmente, riguarda le Api, utilizzate per la produzione del miele e della cera e, secondariamente, della pappa reale e della propoli.
Di importanza marginale e locale, ma solo in apparenza, è l'uso degli insetti nell'alimentazione umana, presso varie popolazioni nell'America centrale, in Africa e in Asia. È stato accertato che il numero di specie sfruttate come cibo dall'Uomo ammonta ad oltre 1 400. Alcune specie sono considerate vere e proprie leccornie ricercate sul mercato come, ad esempio, l'axayácatl in Messico, dalle cui uova si ottiene l'ahuautle o caviale messicano, ed i Belostomatidi in Asia. Tuttavia l'aspetto più importante, a cui la stessa FAO dedica una particolare attenzione, è la potenziale risorsa alimentare che gli insetti possono rappresentare per arginare il problema della sottoalimentazione, per l'alto valore nutritivo, superiore a quello della carne e del pesce: i bruchi essiccati contengono, infatti, oltre il 50% in proteine, il 17% in glucidi e il 15% in lipidi.
Va infine ricordato l'interesse riscosso dagli Insetti nel settore dell'hobbistica in quanto sono soggetti ricercati sia per l'allestimento delle collezioni entomologiche sia per la fotografia naturalistica.

## Inquadramento tassonomico
Nelle vecchie classificazioni la Classe Insecta, sinonimo di Hexapoda, comprendeva anche alcuni ordini di Artropodi primitivamente atteri. Revisioni più recenti attribuiscono la denominazione Hexapoda ad un raggruppamento sistematico superiore, elevato al rango di Superclasse, al cui interno si fa distinzione fra due classi: la prima, Paraentoma o Entognatha si identifica in un gruppo monofiletico comprendente quelli che in passato erano considerati gli ordini più primitivi degli insetti, la seconda, Euentomata o Ectognatha, comprende gli Insetti propriamente detti, corrispondente ad un altro raggruppamento monofiletico.
Si suddivide in due raggruppamenti sistematici:
- - Paraentoma o Entognatha. Raggruppamento parallelo agli insetti, racchiude gli esapodi dotati di mascelle e mandibole interne al capo e si suddivide in tre sottoclassi: Oligoentomata (comprendente i Collemboli), Mirientomata (comprendente i Proturi), Polientomata (comprendente i Dipluri).
  - Euentomata o Ectognatha o Insecta propriamente detti. Raggruppamento monofiletico elevato al rango sistematico di classe che include gli esapodi con un apparato boccale esterno alla testa. Si suddivide tassonomicamente in due sottoclassi in base alla presenza delle ali come carattere apomorfo:
    - Apterygota. Sottoclasse comprendente gli Insetti primitivamente atteri e ametaboli.
    - Pterygota. Sottoclasse comprendente gli Insetti alati o secondariamente atteri e che subiscono una metamorfosi nel corso dello sviluppo postembrionale.

La classificazione all'interno della classe si basa fondamentalmente sulla metamorfosi e sulla morfologia alare. Va in ogni caso ribadito che la sistematica degli Insetti è in continua evoluzione a causa dell'elevato numero di specie e della continua acquisizione di nuove conoscenze, soprattutto nel campo della filogenesi. La maggior parte degli Autori considera di particolare importanza la ripartizione in ordini che, storicamente, non ha subito sostanziali modifiche. Gli ordini compresi nello schema tradizionale classico sono 28:
- Anoplura
- Blattodea
- Coleoptera
- Dermaptera
- Diptera
- Embioptera
- Ephemeroptera
- Grylloblattodea
- Hymenoptera
- Isoptera
- Lepidoptera
- Mallophaga
- Mantodea
- Mantophasmatodea

- Mecoptera
- Neuroptera
- Odonata
- Orthoptera
- Plecoptera
- Phasmatodea
- Psocoptera
- Rhynchota
- Siphonaptera
- Strepsiptera
- Thysanoptera
- Thysanura
- Trichoptera
- Zoraptera

Invece gli ordini dello schema più moderno comprende 27 ordini:
- Phthiraptera
- Dictyoptera
- Coleoptera
- Dermaptera
- Diptera
- Embioptera
- Ephemeroptera
- Grylloblattodea
- Hymenoptera
- Raphidioptera
- Lepidoptera
- Megaloptera
- Neuroptera (sensu stricto)
- Mantophasmatodea

- Mecoptera
- Odonata
- Orthoptera
- Plecoptera
- Phasmatodea
- Psocoptera
- Rhynchota
- Siphonaptera
- Strepsiptera
- Thysanoptera
- Thysanura
- Trichoptera
- Zoraptera

Questo schema si differenzia dallo schema di suddivisione indicato in precedenza, nei seguenti punti:
- Sulla base delle relazioni filogenetiche, Blattodea, Mantodea e Isoptera sono attualmente inclusi in un unico ordine che prende il nome di Dictyoptera.
- Analogamente, Mallophaga e Anoplura sono inglobati in un unico ordine che prende il nome di Phthiraptera.
- I Neuroptera sensu lato sono attualmente considerati un clade filogenetico (da alcuni un superordine) comprendente tre ordini: Raphidioptera, Megaloptera e Neuroptera sensu stricto (corrispondenti al sottordine Planipennia dei Neuroptera sensu lato).

Queste revisioni sono attualmente adottate nella generalità delle pubblicazioni scientifiche, per quanto sui manuali tecnici, più o meno recenti, e in alcuni settori dell'Entomologia applicata, come l'Entomologia agraria, si continui ad usare sovente la vecchia suddivisione.